# Élections sénatoriales de 2011 en Maine-et-Loire
Les élections sénatoriales en Maine-et-Loire ont lieu le dimanche 25 septembre 2011. Elles ont pour but d'élire les sénateurs représentant le département au Sénat pour un mandat de six années.

## Contexte départemental
Lors des élections sénatoriales de 2001 en Maine-et-Loire, trois sénateurs ont été élus selon un mode de scrutin proportionnel, un UDF (Christian Gaudin), un RPR (André Lardeux) et un PS (Daniel Raoul).
Depuis, tous les effectifs du collège électoral des grands électeurs ont été renouvelés, avec les élections législatives françaises de 2007, les élections régionales françaises de 2010, les élections cantonales de 2008 et 2011 et les élections municipales françaises de 2008.
Christian Gaudin, nommé en octobre 2010 Administrateur supérieur des Terres australes et antarctiques françaises, est remplacé par Catherine Deroche.

## Rappel des résultats de 2001
| Tête de liste  | Tête de liste      | Liste          | Voix  | %      | Sièges |
| -------------- | ------------------ | -------------- | ----- | ------ | ------ |
|                | Daniel Raoul       | PS-PRG-Verts   | 601   | 33,04  | 1      |
|                | Christian Gaudin   | UDF            | 528   | 29,03  | 1      |
|                | André Lardeux      | RPR            | 446   | 24,52  | 1      |
|                | Charles Jolibois   | UDF            | 149   | 8,19   |        |
|                | Jean-Paul Plassard | PCF            | 59    | 3,24   |        |
|                | Isabelle Fossey    | UCF            | 16    | 0,88   |        |
|                | Philippe Lebrun    | LO             | 13    | 0,71   |        |
|                | Jean Quélennec     | MNR            | 7     | 0,38   |        |
|                |                    |                |       |        |        |
| Inscrits       | Inscrits           | Inscrits       | 1 847 | 100,00 |        |
| Abstentions    | Abstentions        | Abstentions    | 9     | 0,49   |        |
| Votants        | Votants            | Votants        | 1 838 | 99,51  |        |
| Blancs et nuls | Blancs et nuls     | Blancs et nuls | 19    | 1,03   |        |
| Exprimés       | Exprimés           | Exprimés       | 1 819 | 98,48  |        |

## Sénateurs sortants
| Sénateur | Sénateur          | Parti | Fonctions lors de l'élection en 2001 |
| -------- | ----------------- | ----- | ------------------------------------ |
|          | Daniel Raoul      | PS    | Adjoint au maire d'Angers            |
|          | Catherine Deroche | UMP   | Maire de Bouchemaine                 |
|          | André Lardeux     | UMP   | Président du conseil général         |

## Présentation des listes et des candidats
Les nouveaux représentants sont élus pour une législature de 6 ans au suffrage universel indirect par les 1872 grands électeurs du département. En Maine-et-Loire, les sénateurs sont élus au scrutin proportionnel plurinominal. Leur nombre va changé, passant de 3 à 4 sénateurs à élire et 6 candidats doivent être présentés sur la liste pour qu'elle soit validée. Chaque liste de candidats est obligatoirement paritaire et alterne entre les hommes et les femmes. 6 listes ont été déposées dans le département. Elles sont présentées ici dans l'ordre de leur dépôt à la préfecture et comportent l'intitulé figurant aux dossiers de candidature.

### Nouveau Centre (dissidente)
| N° | Candidats | Candidats               | Parti | Principale fonction                                           |
| -- | --------- | ----------------------- | ----- | ------------------------------------------------------------- |
| 01 |           | Christian Gillet        | NC    | Conseiller régional, conseiller général                       |
| 02 |           | Sylvie Guineberteau     | NC    | Maire de Brissac-Quincé                                       |
| 03 |           | Jean-Pierre Chavassieux | NC    | Maire de Maulévrier, conseiller général du canton de Cholet-2 |
| 04 |           | Marie-Jo Hamard         | NC    | Conseillère générale, maire de Saint-Michel-et-Chanveaux      |
| 05 |           | Guy Bertin              | NC    | Conseiller général, maire de Neuillé                          |
| 06 |           | Brigitte Bouchereau     | NC    | Maire de Bouzillé                                             |

### Front national
| N° | Candidats | Candidats        | Parti | Principale fonction |
| -- | --------- | ---------------- | ----- | ------------------- |
| 01 |           | Gaëtan Dirand    | FN    |                     |
| 02 |           | Danielle Duret   | FN    |                     |
| 03 |           | Michel Schaeffer | FN    |                     |
| 04 |           | Marie Paugham    | FN    |                     |
| 05 |           | Francis Martin   | FN    |                     |
| 06 |           | Mélissa Bahelier | FN    |                     |

### Union pour un mouvement populaire
| N° | Candidats | Candidats         | Parti | Principale fonction                               |
| -- | --------- | ----------------- | ----- | ------------------------------------------------- |
| 01 |           | Christophe Béchu  | UMP   | Président du conseil général, conseiller régional |
| 02 |           | Catherine Deroche | UMP   | Sénatrice sortante, conseillère régionale         |
| 03 |           | André Martin      | DVD   | Maire de Saint-Sauveur-de-Landemont               |
| 04 |           | Lydia L'Herroux   | DVD   | Maire de Saint-Just-sur-Dive                      |
| 05 |           | Jean-Luc Davy     | UMP   | Conseiller général, maire de Daumeray             |
| 06 |           | Marie-Agnès James | DVD   | Maire d'Aviré                                     |

### Parti socialiste - Europe Écologie Les Verts
| N° | Candidats | Candidats             | Parti | Principale fonction                               |
| -- | --------- | --------------------- | ----- | ------------------------------------------------- |
| 01 |           | Daniel Raoul          | PS    | Sénateur sortant, adjoint au maire d'Angers       |
| 02 |           | Corinne Bouchoux      | EELV  |                                                   |
| 03 |           | Jean-Noël Gaultier    | PS    | Conseiller régional                               |
| 04 |           | Marie-Juliette Tanguy | PS    | Conseillère municipale de Saint-Léger-sous-Cholet |
| 05 |           | Jean-Luc Rotureau     | PS    | Conseiller général, adjoint au maire d'Angers     |
| 06 |           | Béatrice Guillon      | PCF   | Conseillère municipale de Saumur                  |

### Parti socialiste  (dissidente)
| N° | Candidats | Candidats          | Parti | Principale fonction                            |
| -- | --------- | ------------------ | ----- | ---------------------------------------------- |
| 01 |           | Philippe Bodard    | PS    | Conseiller général, maire de Mûrs-Erigné       |
| 02 |           | Sylvie Morillon    | PS    |                                                |
| 03 |           | Roger Tchato       | PS    | Maire de Bauné                                 |
| 04 |           | Emmanuelle Colonna | PS    | Adjointe au maire de Saint-Martin-du-Fouilloux |
| 05 |           | Dany Arnaud        | PS    | Adjoint au maire de Saint-Mathurin-sur-Loire   |
| 06 |           | Mélissa Bahelier   | PS    |                                                |

### Union pour un mouvement populaire (dissidente)
| N° | Candidats | Candidats           | Parti | Principale fonction                             |
| -- | --------- | ------------------- | ----- | ----------------------------------------------- |
| 01 |           | Isabelle Leroy      | UMP   | Adjointe au maire de Cholet                     |
| 02 |           | Frédéric Mortier    | UMP   | Maire de Longué-Jumelles                        |
| 03 |           | Marie-Claire Starel | UMP   | Maire de Saint-Crespin-sur-Moine                |
| 04 |           | Jean Besnard        | UMP   | Conseiller municipal de Saint-Florent-le-Vieil  |
| 05 |           | Arlette Jouvet      | UMP   | Maire de Verchers-sur-Layon                     |
| 06 |           | Lionel Escaffre     | UMP   | Conseiller municipal de Saint-Georges-sur-Loire |

## Résultats
| Tête de liste  | Tête de liste    | Liste          | Voix  | %      | Élus |
| -------------- | ---------------- | -------------- | ----- | ------ | ---- |
|                | Daniel Raoul     | PS-PCF-EELV    | 701   | 37,91  | 2    |
|                | Christophe Béchu | UMP            | 561   | 30,34  | 2    |
|                | Christian Gillet | NC             | 259   | 14,01  |      |
|                | Isabelle Leroy   | UMP            | 220   | 11,90  |      |
|                | Philippe Bodard  | PS             | 94    | 5,08   |      |
|                | Gaëtan Dirand    | FN             | 14    | 0,76   |      |
|                |                  |                |       |        |      |
| Inscrits       | Inscrits         | Inscrits       | 1 872 | 100,00 |      |
| Abstentions    | Abstentions      | Abstentions    | 17    | 0,91   |      |
| Votants        | Votants          | Votants        | 1 855 | 99,09  |      |
| Blancs et nuls | Blancs et nuls   | Blancs et nuls | 6     | ,0,32  |      |
| Exprimés       | Exprimés         | Exprimés       | 1 849 | 98,77  |      |

### Sénateurs élus
| Sénateur | Sénateur          | Parti |
| -------- | ----------------- | ----- |
|          | Corinne Bouchoux  | EELV  |
|          | Daniel Raoul      | PS    |
|          | Christophe Béchu  | UMP   |
|          | Catherine Deroche | UMP   |